# Osamělí běžci

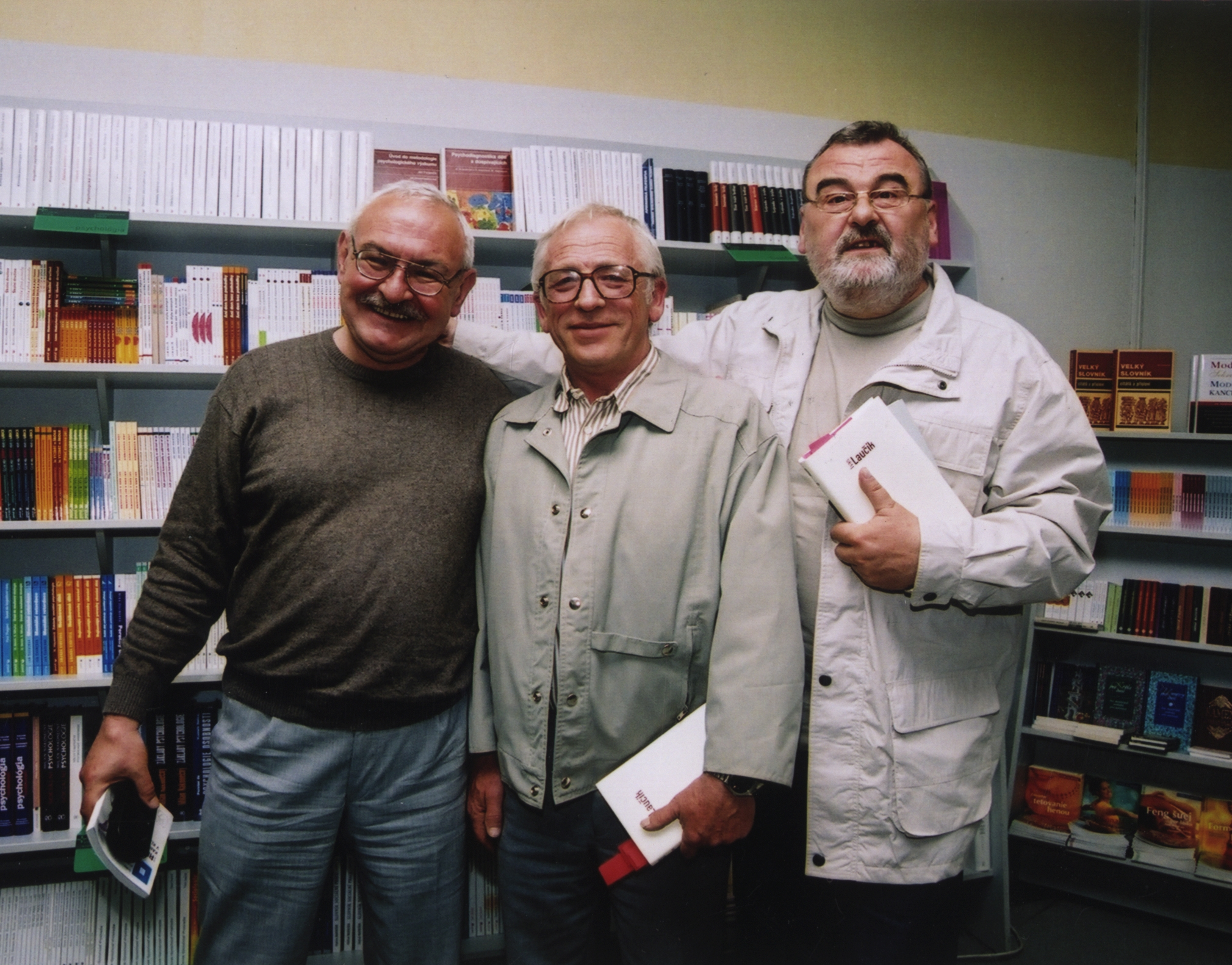
Osamelí bežci v roce 2004: zleva Peter Repka, Ivan Laučík a Ivan Štrpka

Osamělí běžci (slovensky Osamelí bežci) byla slovenská básnická skupina existující od roku 1963. Jejími členy jsou Ivan Štrpka (* 1944), Peter Repka (* 1944) a Ivan Laučík (1944–2004).
V českém prostředí bývá zaměňována s tzv. „generací“ osamělých běžců. Tento pojem Petra A. Bílka označuje básníky oficiálně publikující v 80. letech 20. století v Čechách.
Obě označení jsou inspirována povídkou Alana Sillitoea Osamělost přespolního běžce.
V roce 2017 vyšel výbor z tvorby slovenských Osamělých běžců v českém překladu Miroslava Zelinského v nakladatelství Protimluv.